# Кангване
Кангване — бывший бантустан в ЮАР времен апартеида. В 1976 году на этих землях была сформирована отдельная административная единица Амасвази («Земля свази»). В 1977 году она была преобразована в бантустан Кангване, который правительство ЮАР планировало в 1982 году передать Свазиленду, чтобы образовать таким образом буфер, препятствующий проникновению на территорию ЮАР террористов из Мозамбика, однако план сорвался из-за многочисленных протестов. На некоторое время (июнь—декабрь 1982) территория лишилась статуса бантустана. 31 августа 1984 года получила самоуправляемый статус. После падения апартеида в 1994 году бантустан вновь вошёл в состав ЮАР, и в настоящее время его территория является частью провинции Мпумаланга. В отличие от прочих бантустанов Кангване не имел своего флага и пользовался южноафриканским.